# Henry Avery
Henry Avery (23. kolovoza 1659. – nakon 1696.), poznat i kao Henry Every, John Avery, i Long Ben, bio je engleski pirat koji je pljačkao u južnom Atlantiku i Indijskom oceanu krajem 17. stoljeća. Iako je, u usporedbi s njegovim "kolegama", njegova karijera bila kratka, uspio je zarobiti jedan od najvećih plijenova svog vremena, blago Velikog Mogula, vladara Indije. Njegova krajnja sudbina je nepoznata, te je postao inspiracija za mnoge druge pomorce da se odmetnu u razbojništvo na pučini.

## Životopis
Henry Avery je započeo svoju karijeru na moru služeći kao dočasnik u engleskoj kraljevskoj mornarici. 1693. pridružio se posadi broda Charles II, privatnog bojnog broda s 46 topova u vlasništvu bogatog trgovca Jamesa Houblona. Charles II  bio je dio flote od četiri broda koje je Houblon namjeravao s odobrenjem španjolskog kralja Karla II. poslati na Karibe u gusarske akcije protiv francuskih kolonija. Zamoren dugim čekanjem u luci La Coruña, Avery i nekoliko urotnika su 7. svibnja 1694. podigli pobunu, preuzeli brod, i odmetnuli se u pirate. Brod su brzo preimenovali u Fancy.
Avery je izvršio svoj prvi piratski čin na otocima Cape Verde gdje je opljačkao tri engleska trgovačka broda s Barbadosa, otimajući im zalihe. Na obali Gvineje opljačkao je i porobio lokalne domorodačke poglavice. U listopadu 1694. pokraj otoka Princip opljačkao je dva danska gusarska broda, otevši im zlato i slonovaču. Nakon što je Fancy oplovila Rt dobre nade, Avery se kratko zaustavio na Madagaskaru radi opskrbe i krenuo prema sjeveroistoku. Avery je stigao na Crveno more u lipnju 1695. i ubrzo otkrio pet drugih kapetana, među njima i Thomasa Tewa iz New Yorka. Svi su oni imali pismena ovlaštenja za gusarenje protiv Francuza ali su se umjesto toga okrenuli otvorenom pljačkanju. Piratski kapetani su ujedinili snage, stvorivši snažnu flotu od šest brodova.
Averyjeva flota je susrela i počela progoniti konvoj mogulskih brodova koji su plovili prema Suratu u Indiji, noseći mnogo muslimana na povratku s hadža. Nakon pet dana progona, pirati su sustigli i zarobili trgovački brod Fateh Muhammed. Iako je zadobiveni plijen bio znatan, 50.000 funti, pirati su željeli više, nastavivši potjeru. 7. rujna 1695. pirati su napali Ganj-i-Sawai, vlasništvo cara Aurangzeba, golemi brod sa 62 topa, koji je branilo čak 400 mušketira. Sretnim pogotkom, pirati su oborili glavni jarbol na protivničkom brodu, a eksplozija jednog topa je stvorila veliku paniku. Nakon što su zauzeli brod, pirati su otkrili zlato, srebro, i dragulje goleme vrijednosti. Blago je kasnije bilo procijenjeno na 300 do čak 600.000 funti. Preračunato u suvremeni novac i uz dodatak inflacije, to je iznosilo 105 milijuna dolara, što čini Averyja jednim od najbogatijih pirata svih vremena.
Sljedećih nekoliko dana, pirati su mučili svoje zarobljenike i silovali zarobljenice, od kojih su neke čak izvršile samoubojstvo. Kada su vijesti o Averijevom napadu stigle u Indiju, to je odmah uzdrmalo krhke odnose Engleske i Istočnoindijske kompanije s Mogulskim Carstvom. Car Aurangzeb je zatvorio nekoliko ispostava Istočnoindijske kompanije i zatočio njene činovnike, smatrajući sve Engleze krivima za ponašanje pirata. Da umiri Aurangzeba, vodstvo kompanije raspisalo je nagradu od 1000 funti za Averyjevo hvatanje.
Nakon podjele plijena, Avery je napustio ostale pirate iz flote i usmjerio Fancy prema Americi. U travnju 1696. Avery je stigao na New Providence gdje je podmitio engleskog guvernera Bahama, Nicholasa Trotta, da ga pusti na otok, predstavljajući se kao Henry Bridgeman, ilegalni trgovac robljem. Pri tome je čak i svoj brod dao Trottu kao dio mita. Averyjeva posada se tada raspala u tri grupe. Dio bande je pronašao utočište u engleskim kolonijama u Sjevernoj Americi, neki su ostali u Nassauu, dok je Avery s grupicom odanih ljudi kupio šalupu Sea Flower i u lipnju 1696. sa svojim dijelom plijena otplovio u Irsku. Samo su malobrojni članovi njegove bande pronađeni i uhapšeni ali Avery je ostao neuhvatljiv.
Averyjeva sudbina je nepoznata. Navodno su ga prilikom prodaje dragulja u Devonu prevarili trgovci kojima se obratio i isplatili mu samo minoran iznos te je kasnije umro kao prosjak u potpunoj bijedi. Prema drugima, Avery je promijenio ime, nastanio se u Devonu te umro u miru 1714. godine. Prema nekim, manje vjerojatnim tvrdnjama, Avery se vratio na Madagaskar i tamo bio jedan od utemeljitelja svojevrsne utopijske zajednice zvane Libertalia.

## Vanjske poveznice
- Charles Johnson, A General History of the Pyrates, London, 1724. - poglavlje of Averyju